# Muehlbergella oweriana
Muehlbergella oweriana är en klockväxtart som först beskrevs av Franz Josef Ivanovich Ruprecht, och fick sitt nu gällande namn av Heinrich Feer. Muehlbergella oweriana ingår i släktet Muehlbergella och familjen klockväxter. Inga underarter finns listade i Catalogue of Life.